# Sei vilayet

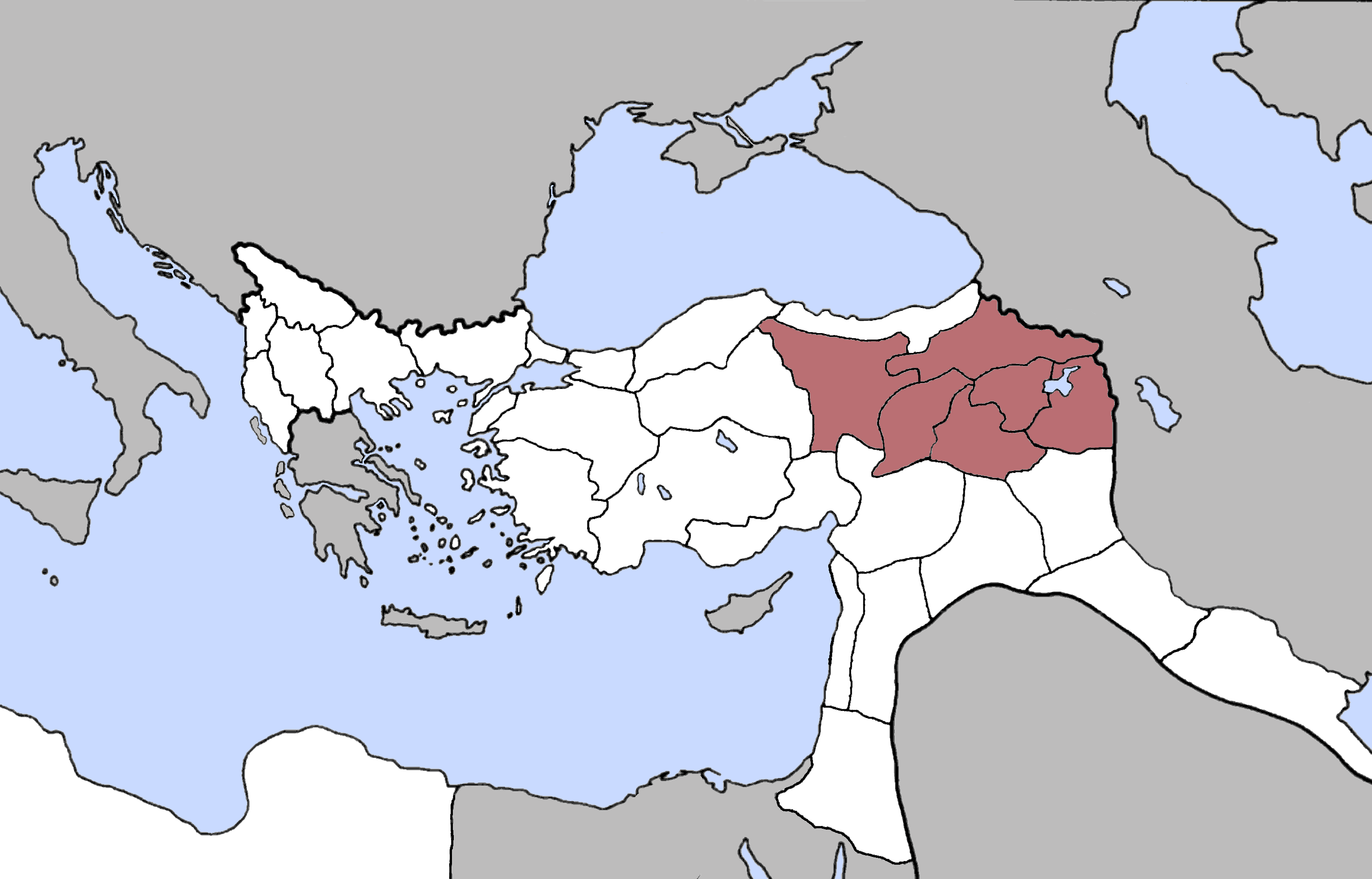
I sei vilayet dell'Impero ottomano (1900).

I sei vilayet o sei province (in turco-ottomano Vilâyat-ı Sitte; in armeno Վեց հայկական վիլայեթներ? Haykakan vilayet'ner, in turco Altı vilayet, Altı ili) furono i vilayet (province) popolati dagli armeni dell'Impero ottomano.
- Van
- Erzurum
- Mamuretülaziz
- Bitlis
- Diyarbekir
- Sivas

## Termine
"Sei Vilayet" era un termine della lingua diplomatica e significava "Vilayet con popolazione armena". I diplomatici europei si riferivano spesso ai Sei vilayet armeni durante il Congresso di Berlino nel 1878.

## Popolazione

### Gruppi etnici

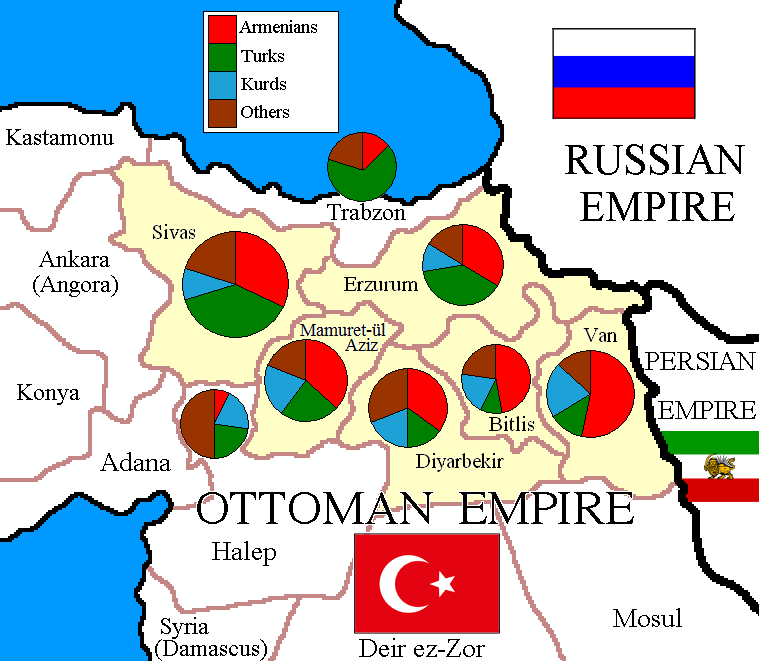
Mappa etnica dei sei vilayet secondo il Patriarcato armeno di Costantinopoli nel 1912.

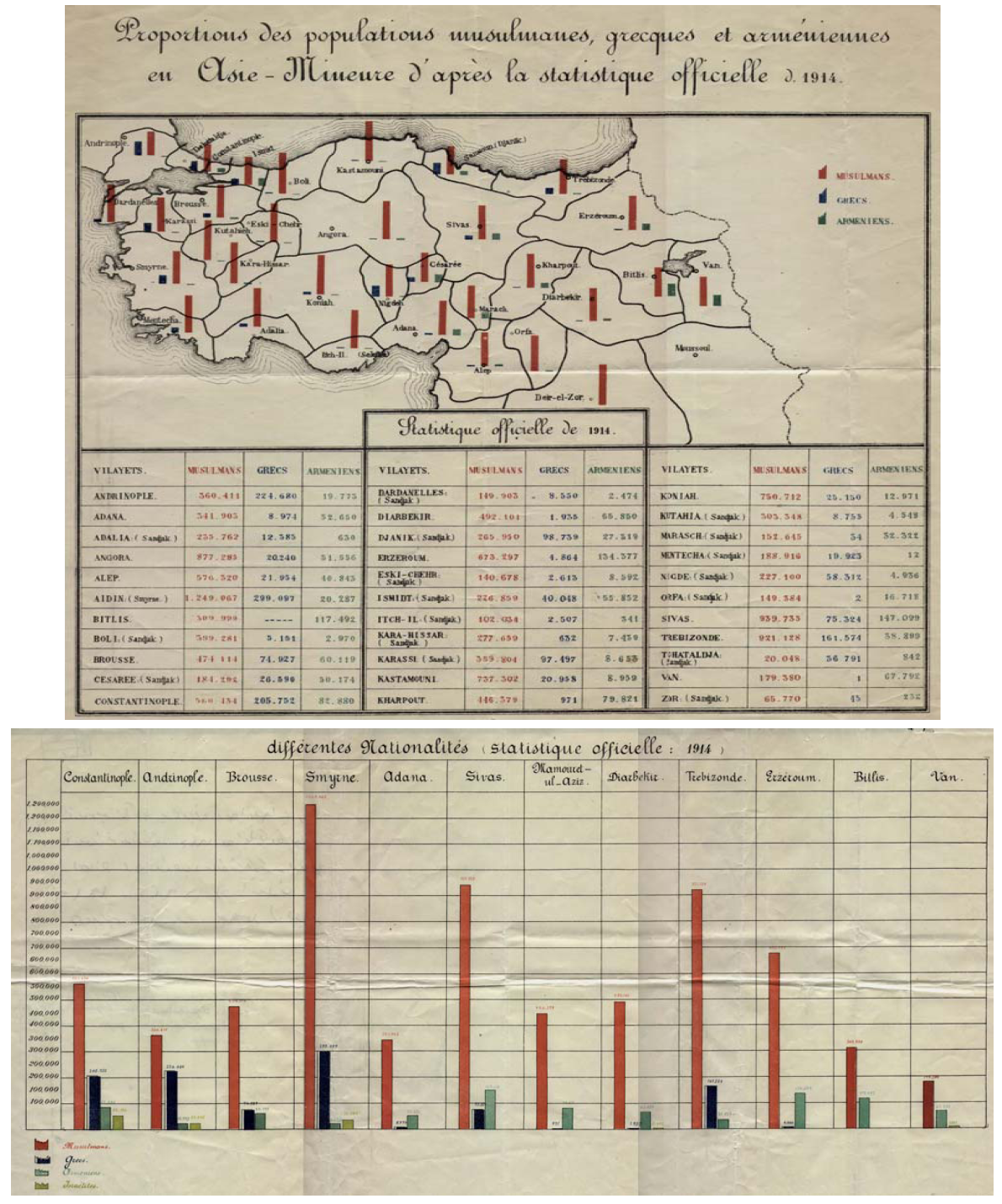
Popolazione armena dell'Impero ottomano secondo le statistiche ufficiali sulla popolazione del 1914.

Analisi statistica degli elementi etnici nelle province ottomane da parte del Patriarca armeno di Costantinopoli, 1912
Nota: l'analisi esclude alcune porzioni di queste province dove gli armeni sono solamente un elemento minoritario. Queste porzioni sono le seguenti: Hakkiari, nel Vilayet di Van; il sud di Sairt, nel Vilayet di Bitlis; il sud del Vilayet di Diyarbekir; il sud di Malatia, nel Vilayet di Mamuretülaziz; il nord-ovest e l'ovest del Vilayet di Sivas.
| Gruppi etnici | Bitlis  | Diyarbekir | Erzurum | Mamuretülaziz | Sivas   | Van     | TOTALE    | %    |
| Armeni | 180.000 | 105.000    | 215.000 | 168.000       | 165.000 | 185.000 | 1.018.000 | 38.9 |
| Turchi1 | 48.000  | 72.000     | 265.000 | 182.000       | 192.000 | 47.000  | 806.000   | 30.8 |
| Curdi2 | 77.000  | 55.000     | 75.000  | 95.000        | 50.000  | 72.000  | 499.000   | 19.1 |
| Altri3 | 30.000  | 64.000     | 48.000  | 5.000         | 100.000 | 43.000  | 290.000   | 11.1 |
| TOTALE | 382.000 | 296.000    | 630.000 | 450.000       | 507.000 | 350.000 | 2.615.000 | 100  |
| 1 inclusi i Kizilbash2 compresi i Zaza 3 Assiri (nestoriani, giacobiti, caldei), circassi, greci, yazidi, persiani, laz, rom |         |            |         |               |         |         |           |      |

Statistiche ufficiali sulla popolazione ottomana, 1914
Nota: le statistiche sulla popolazione ottomana non forniscono informazioni per gruppi etnici musulmani separati come turchi, curdi, circassi, ecc.
Le statistiche ufficiali sulla popolazione ottomana del 1914, basate su un censimento precedente, sottostimavano il numero di minoranze etniche, compreso il numero di armeni. Le figure ottomane non definivano i gruppi etnici, ma solo quelli religiosi. Quindi la popolazione "armena", come contata dalle autorità, contava solo armeni di etnia armena che erano anche aderenti alla Chiesa apostolica armena. Gli armeni etnici che professavano la fede musulmana, che a quel tempo erano cresciuti di numero sono stati contati solo come "musulmani” (non come musulmani armeni o armeni), mentre i protestanti armeni, proprio come i greci del Ponto, i greci del Caucaso e il laz, erano considerati "altri".
| Gruppi etnici | Bitlis  | Diyarbekir | Erzurum | Mamuretülaziz | Sivas     | Van     | TOTALE    | %    |
| Musulmani     | 309.999 | 492.101    | 673,297 | 446.376       | 939.735   | 179.380 | 3.040.888 | 79.6 |
| Armeni        | 119.132 | 65.850     | 136.618 | 87.862        | 151.674   | 67.792  | 628.928   | 16.5 |
| Altri         | 44.348  | 4.020      | 5.797   | 4.047         | 78.173    | 11.969  | 148.354   | 3.9  |
| TOTALE        | 473.479 | 561.971    | 815.712 | 538.285       | 1.169.582 | 259.141 | 3.818.170 | 100  |

Mappe
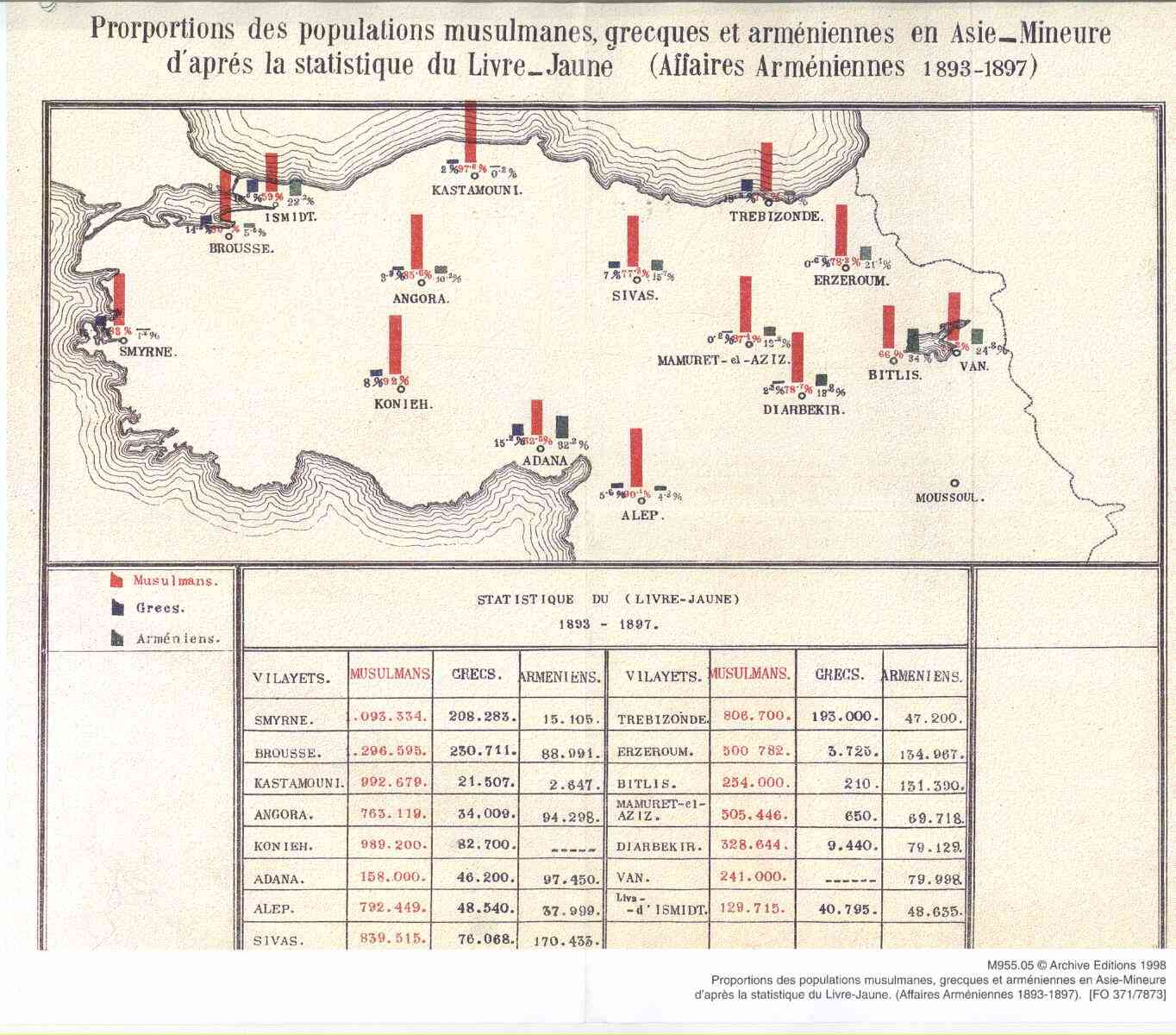
Popolazione armena nel 1893-1896
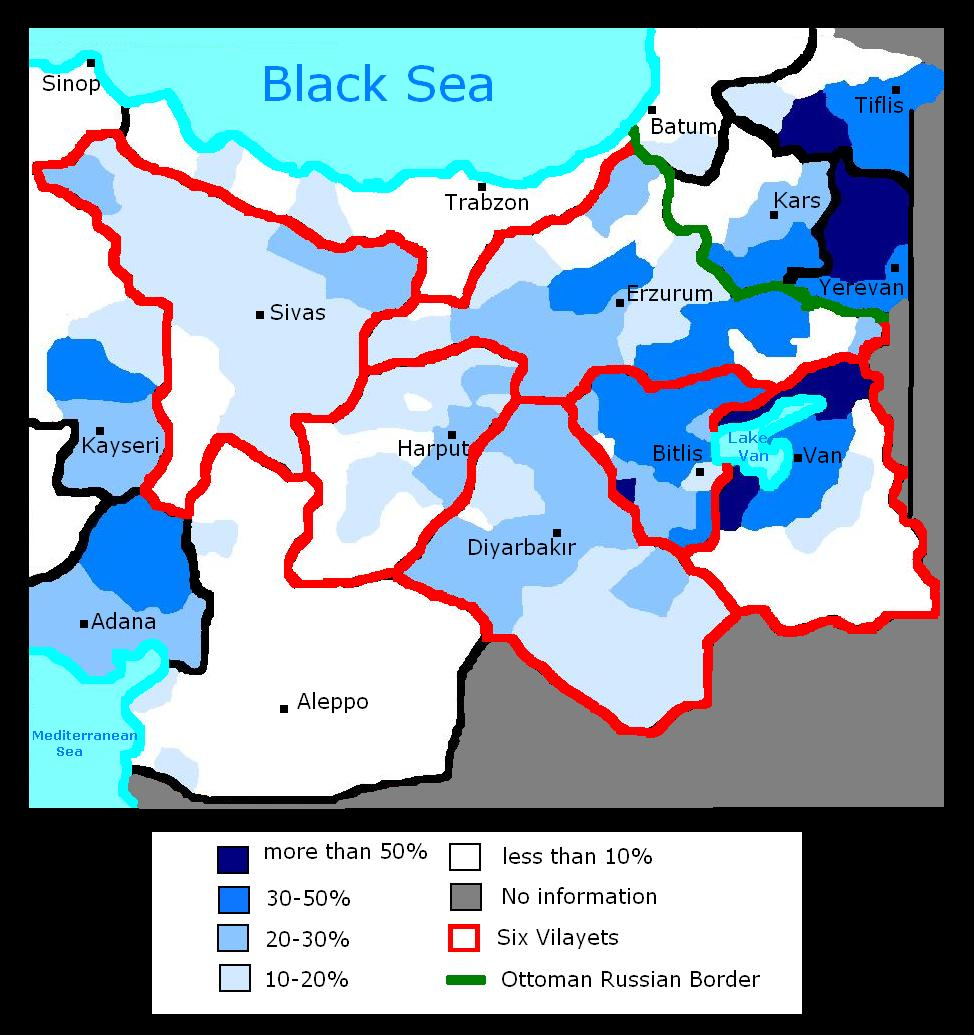
Popolazione armena nei Sei vilayet.

### Le città più grandi
Tutte le cifre risalgono all'inizio del XX secolo.
| Città      | Vilayet                    | Popolazione | Armeni | %     |
| ---------- | -------------------------- | ----------- | ------ | ----- |
| Van        | Vilayet di Van             | 40.000      | 25.000 | 62,5% |
| Sivas      | Vilayet di Sivas           | 60.000      | 30.000 | 50%   |
| Erzurum    | Vilayet di Erzurum         | 60.000      | 15.000 | 25%   |
| Mezereh    | Vilayet di Mamuret-ul-Aziz | 12.000      | 6.000  | 50%   |
| Bitlis     | Vilayet di Bitlis          | 30.000      | 7.000  | 23%   |
| Diyarbakır | Vilayet di Diyarbekir      | 150.000     | 45.000 | 33%   |
| Arapgir    | Vilayet di Mamuret-ul-Aziz | 20.000      | 10.000 | 50%   |
| Malatya    | Vilayet di Mamuret-ul-Aziz | 40.000      | 20.000 | 50%   |